# Deysi Cori Tello
Deysi Estela Cori Tello (ur. 2 lipca 1993 w Limie) – peruwiańska szachistka, arcymistrzyni od 2010 roku.

## Kariera szachowa
Od 2003 wielokrotnie reprezentowała Peru na mistrzostwach świata juniorek w różnych kategoriach wiekowych, zdobywając cztery medale: dwa złote (Antalya 2009 – do 16 lat, Madras 2011 – do 20 lat) oraz dwa srebrne (Puerto Madryn 2009 – do 20 lat, Porto Carras 2010 – do 18 lat). Oprócz tego, pięciokrotnie zdobyła tytuły mistrzyni Panameryki juniorek, w latach: 2003 (do 10 lat), 2004 (do 12 lat), 2007 (do 14 lat), 2008 (do 16 lat) oraz 2008 (do lat 20).
W 2008 odniosła pierwsze w życiu zwycięstwo nad arcymistrzem, miało to miejsce podczas turnieju w Maladze, a pokonanym był Dragan Paunović. Normy na tytuł arcymistrzyni wypełniła na turniejach w Alicante (2008), La Lagunie (2009) oraz Porto Mannu (2009), dzięki czemu w 2010 została pierwszą w historii peruwiańską szachistką, która otrzymała ten tytuł. W 2009 odniosła jeszcze jeden sukces, zajmując w Cali II miejsce (za Marthą Fierro Baquero) w mistrzostwach Ameryki. W 2010 zwyciężyła w klasyfikacji kobiet w otwartym turnieju w Cappelle-la-Grande, wypełniając trzecią normę na męski tytuł mistrza międzynarodowego. W 2011 zdobyła w Guayaquil tytuł mistrzyni Ameryki.
Najwyższy ranking w dotychczasowej karierze osiągnęła 1 grudnia 2012 r.; z wynikiem 2438 punktów zajmowała wówczas 44. miejsce na światowej liście FIDE, jednocześnie zajmując 1. miejsce wśród peruwiańskich szachistek.

## Życie prywatne
Wspólnie z młodszym dokładnie o dwa lata bratem Jorge (ur. 30 lipca 1995), który również posiada tytuł arcymistrza (zdobyty w wieku 14 lat), tworzą jedno z najpopularniejszych współcześnie szachowych rodzeństw na świecie, zarówno z racji młodego wieku, w którym zdobyli tytuły arcymistrzowskie, jak i kraju pochodzenia, który nie posiada żadnych szachowych tradycji.